# Anelaphus nanus
Anelaphus nanus är en skalbaggsart som först beskrevs av Fabricius 1793.  Anelaphus nanus ingår i släktet Anelaphus och familjen långhorningar.
Artens utbredningsområde är:
- Bahamas.
- Kuba.
- Haiti.
- Curaçao.

Inga underarter finns listade i Catalogue of Life.